# Gabon Airlines
Gabon Airlines es una aerolínea con base en Libreville, Gabón. Comenzó a operar en 2007 con vuelos entre Libreville y París. Su mercado está concentrado en vuelos a África y Europa.

## Historia
La aerolínea es propiedad de inversores privados, bancos y aseguradoras. El director de Gabon Airlines es Christian Bongo Ondimba, uno de los hijos del presidente Omar Bongo. El 8 de noviembre de 2006 el ministro de transporte de Gabón garantizó a Gabon Airlines permiso oficial para garantizar vuelos de cabotaje. El principal vuelo de Gabon airlines tuvo lugar el 11 de abril de 2007 de Libreville a París. Los vuelos a otros destinos del sur de África y otras capitales centroafricanas comenzaron poco después.
Ethiopian Airlines se encarga del mantenimiento de los aviones de Gabon Airlines.

## Destinos
- Francia
  - Marsella (Aeropuerto de Marsella Provenza)
  - París (Aeropuerto Internacional de París-Charles de Gaulle)

- Gabón
  - Libreville (Aeropuerto Internacional de Libreville) Hub
  - Port-Gentil (Aeropuerto Internacional de Port-Gentil)

- República del Congo
  - Pointe-Noire (Aeropuerto de Pointe Noire)

- Sudáfrica
  - Johannesburgo (Aeropuerto Internacional OR Tambo)

## Flota
La flota de Gabon Airlines incluye los siguientes aviones con una media de edad de 22,8 años (en marzo de 2011):